# Hamburgse Regels
Het Verdrag van de Verenigde Naties inzake het vervoer van goederen over zee (United Nations Convention on the Carriage of Goods by Sea) is een verdrag waarbij de rechten en plichten werden vastgesteld van de rederijen en verschepers. De inhoud hiervan staat bekend als de Hamburgse Regels (Hamburg Rules).
Het verdrag moest de Haagse Regels en de Haags-Visbysche Regels vervangen en heeft daarnaast ook elementen overgenomen uit het Verdrag van Warschau waarin bepalingen inzake het internationale luchtvervoer zijn opgenomen. De eerdere maritieme verdragen zijn geschreven voor de containerrevolutie en houden geen rekening met multimodaal goederenvervoer. Hoewel de Hamburgse Regels in 1992 in werking traden, ontbraken bij de ratificerende landen de grote zeevarende landen. Ook hebben nog niet alle ratificerende landen het verdrag verwerkt in de nationale wetgeving. In de praktijk worden de regels dan ook nauwelijks gebruikt.